# Asceua piperata
Asceua piperata là một loài nhện trong họ Zodariidae.
Loài này thuộc chi Asceua. Asceua piperata được Hirotsugu Ono miêu tả năm 2004.